# La Comuna (banda)
La Comuna fue una controvertida agrupación musical de rock mexicano formada por elementos altamente intelectuales, multidisciplinarios e idealistas, quienes formaban parte del movimiento contracultural llamado La Onda.

## Orígenes e influencias
Con influencias desde la música clásica, el jazz y el rock, en particular grupos como Jefferson Airplane, Pink Floyd y Procol Harum, La Comuna se forma en 1969 en la Ciudad de México. Después de tocar en fiestas privadas, el grupo decide realizar conciertos con material original con letras en inglés y español. Ganaron notoriedad nacional gracias al obtener el segundo lugar en el Festival Pop del Naranjazo de la Ciudad de México, perdiendo el primer puesto ante la banda de jazz-rock Tinta Blanca.

## Grabaciones y giras
Gracias al resultado del Festival, firmaron contrato con la disquera Peerless en el 1971, grabando un Extended Play y produciendo un sencillo con su éxito “No hay Mañana”. Realizaron giras junto a otros grupos de La Onda como Three Souls in my Mind y El Amor, La Comuna siendo notoria por sus largas improvisaciones y  happenings de 30 minutos mezclando poesía y artes visuales.
Tal y como sucedió con sus colegas de la banda Peace and Love, ellos fueron unos de los pocos grupos de La Onda que tuvo acceso a ofrecer un concierto en el máximo centro cultural de México; el Palacio de Bellas Artes.

## Colapso
Debido a sus puntos de vista radicales y su estricta concepción de los valores contraculturales, se negaron a aparecer por seis veces consecutivas en el popular programa de Telesistema Mexicano "Siempre en domingo", conducido por Raúl Velasco. Esto molestó a la disquera Peerless, cancelando su contrato y por ende finiquitando su proyectado Long Play. Al paso del tiempo, junto al fenómeno del Avandarazo desatado por el gobierno mexicano después del Festival de Rock y Ruedas, llega el ocaso del movimiento hippie a nivel mundial, haciendo que la agrupación se desbandara por completo en el 1975.

## Las Plumas Atómicas
En los 1980s,  Blanco, Mekler y Darszon formaron Las Plumas Atómicas tocando en centros culturales de la Ciudad de México haciéndolo ocasionalmente hasta su definitiva separación a mediados de la década del 2000.

## Fotos

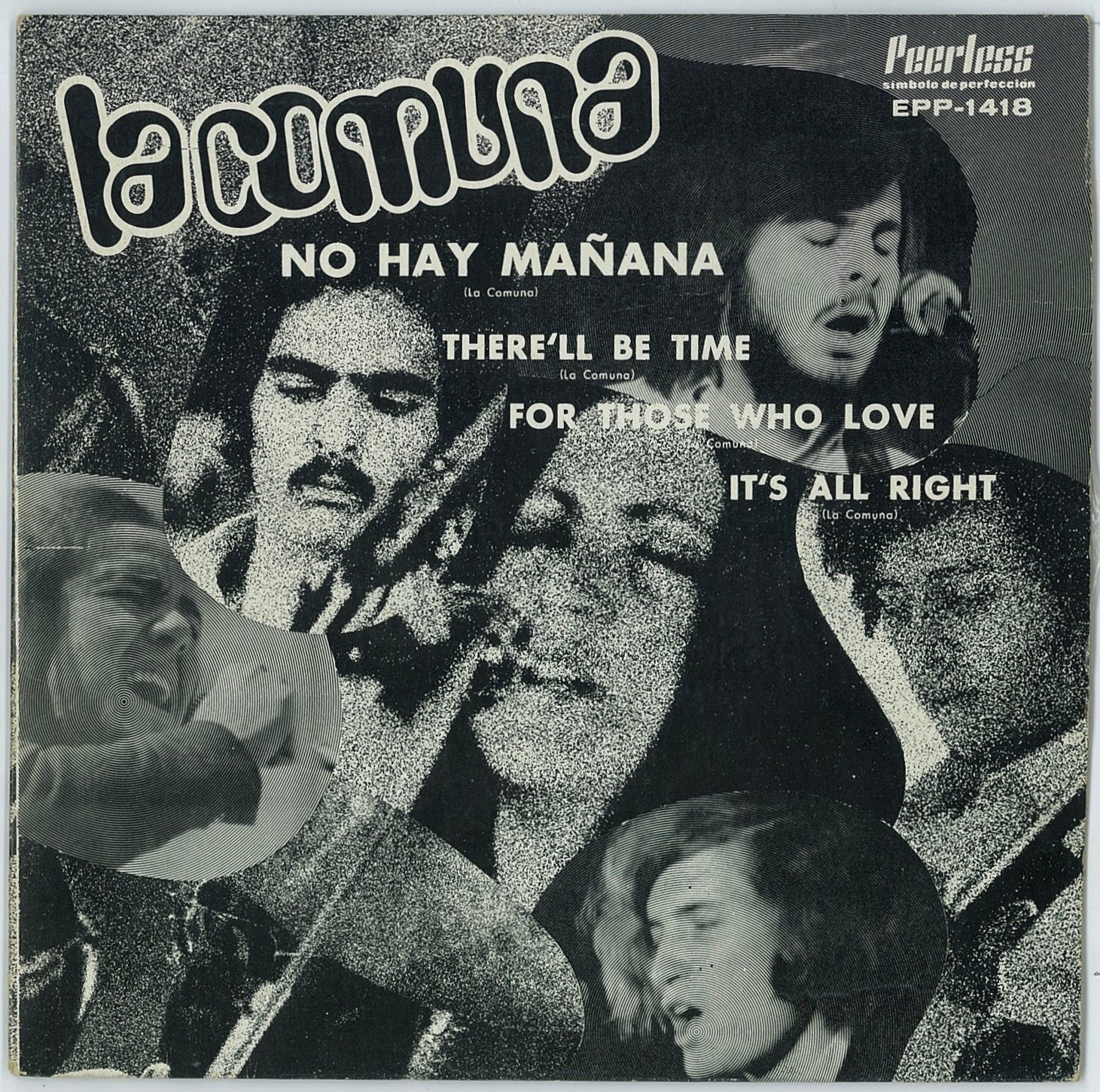
Portada disco E.P.
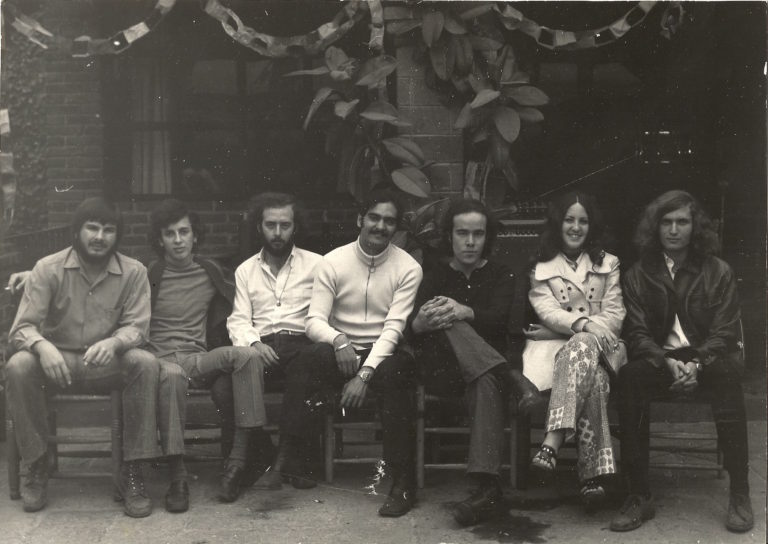
La Comuna en 1971
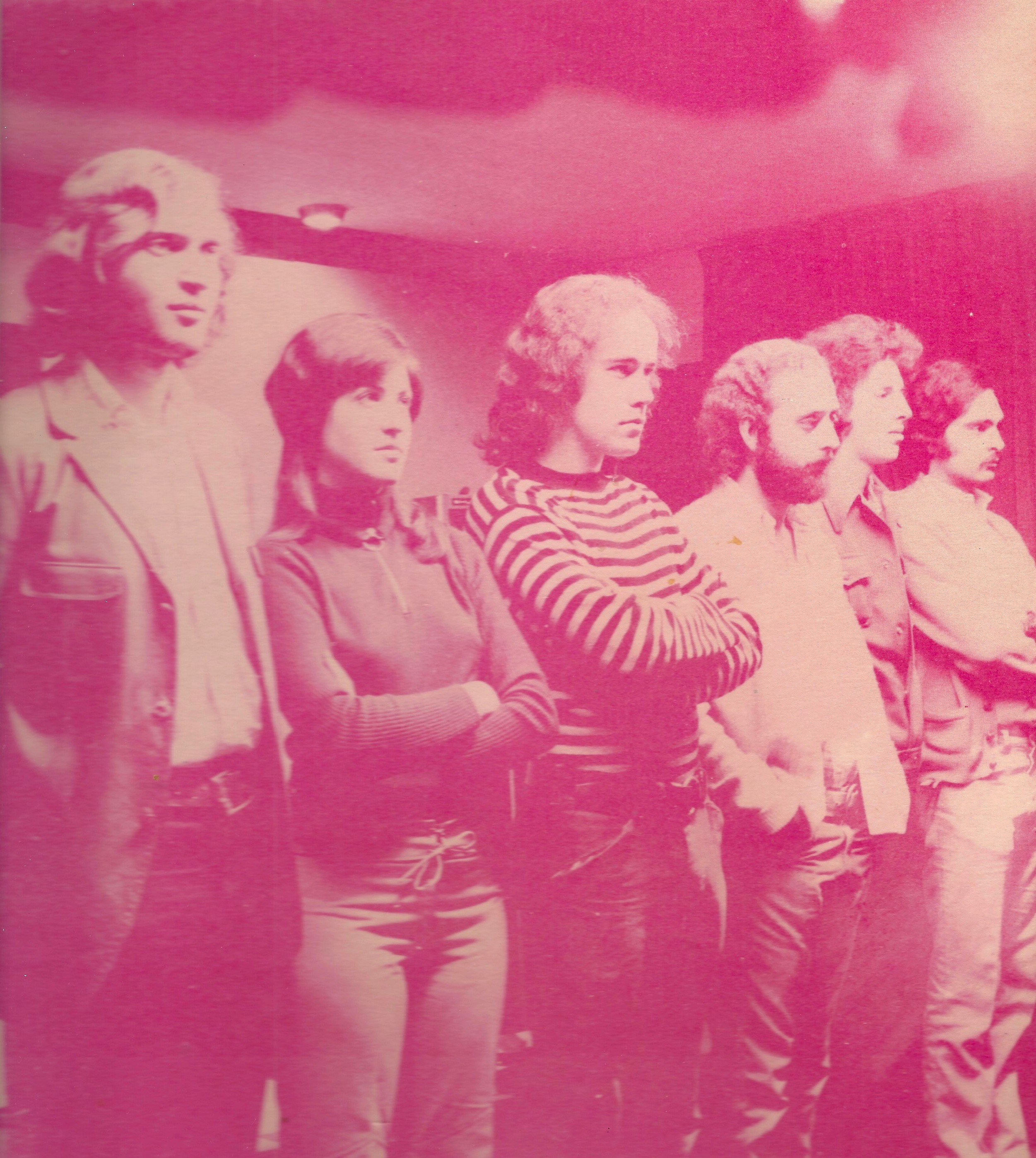
1972
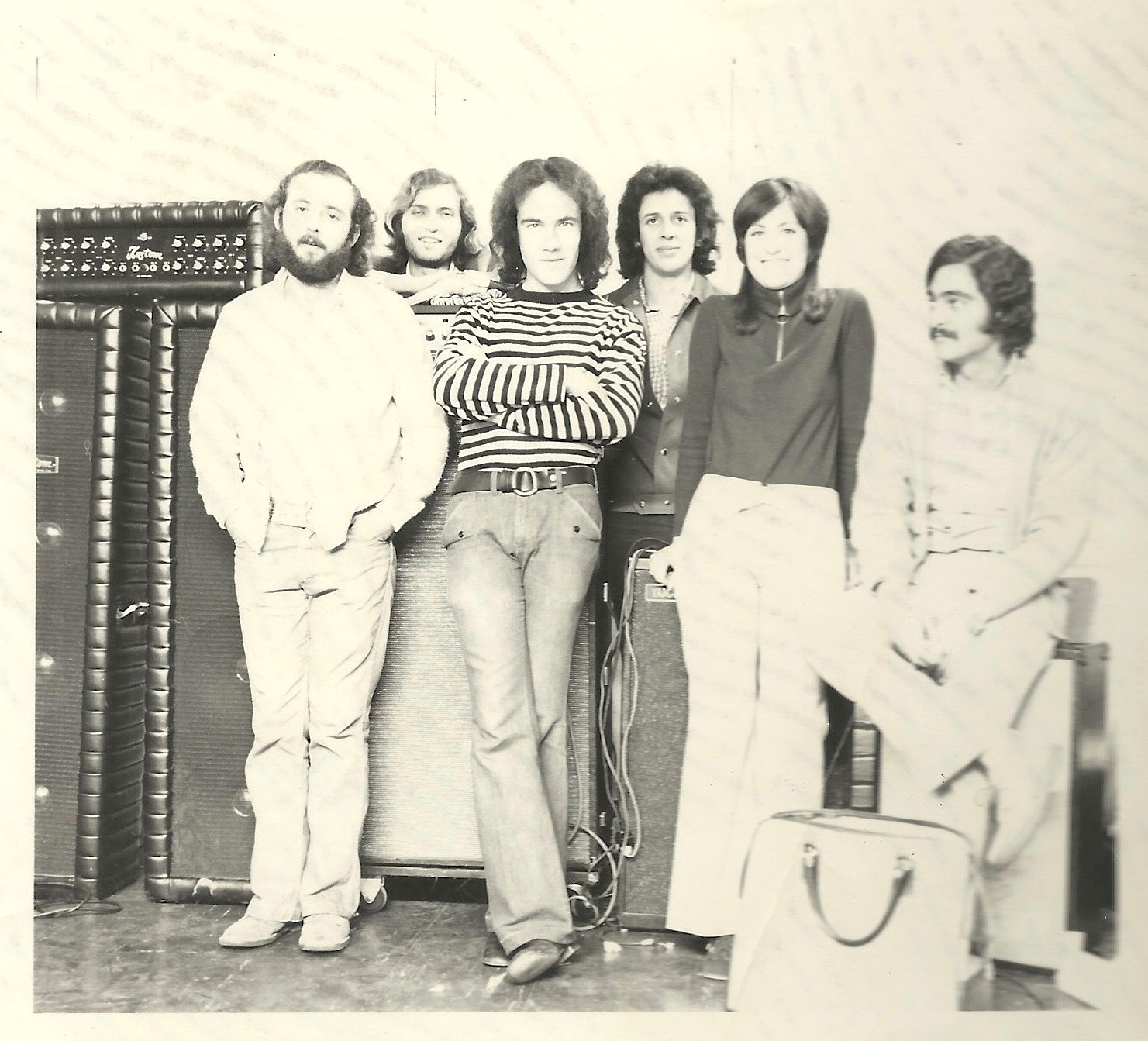
En 1973

## Discografía
- La Comuna. Extended Play, Peerlees 1971.

Las piezas del EP en Youtube.
- For those who love
- There'll be time
- No hay mañana

## Miembros destacados
- Alberto Blanco: Músico, químico, pintor y poeta. Considerado unos de los más relevantes poetas mexicanos de la segunda mitad del siglo XX.[5]
- Gustavo Martínez Meckler: Galardonado músico y físico. Actual catedrático de la UNAM.
- Alberto Darszon: Músico y bioquímico. Catedrático de la UNAM y galardonado con el  Premio Nacional de Ciencia, máximo galardón de México a sus científicos.[6]